# Aziatisch-Caraïbisch
De term Aziatisch-Caraïbisch als etnische beschrijving van een persoon verwijst naar een inwoner van het Caraïbisch gebied van Aziatische afkomst. Door de diversiteit van de Aziatisch-Caraïbische bevolking wordt meestal echter de specifieke subgroep benoemd.
De Aziatisch-Caraïbische bevolking bestaat grotendeels uit nakomelingen van contractarbeiders die naar het Caraïbisch gebied zijn gebracht om  na de afschaffing van de slavernij te werken in mijnen, suikerplantages enz.
| Subgroepen                    | Subgroepen                           |
| Naam                          | Taal                                 |
| ----------------------------- | ------------------------------------ |
| Indo-Caraïbisch (Hindostaans) | Caraïbisch-Hindoestani               |
| Chinees-Caraïbisch            | Mandarijn, Hakka, Kantonees, Hokkien |
| Javaans-Caraïbisch            | Javaans                              |
| Arabisch-Caraïbisch           | Arabisch                             |